# Let Us Compare Mythologies
Let Us Compare Mythologies je první sbírka básní kanadského spisovatele a hudebníka Leonarda Cohena. Vyšla v květnu roku 1956, nedlouho poté, co Cohen dokončil studium na McGill University, jako první kniha ze série McGill Poetry, kterou provozoval básník Louis Dudek. V roce 2007 kniha vyšla v novém nákladu (v roce 1956 bylo vytištěno pouze přibližně 500 výtisků); v českém překladu vydána nebyla nikdy. Na 79 stranách knihy se nachází 44 Cohenových básní.